# Bàtal
Bàtal (Batalus, Βάταλος) fou segons uns un autor grec de cançons poètiques lascives per acompanyar al beure i segons altres un efeminat flautista, que hauria viscut poc abans del temps de Demòstenes, al segle iv. Hauria estat el mateix Demòstenes el que li hauria donat el malnom de Bàtal, a causa de la seva constitució dèbil i delicada. Labini diu que era flautista i nadiu d'Efes, i fou el primer que va sortir a escena amb sabates de dona, motiu pel qual fou ridiculitzat en una comèdia d'Antífanes de Cios.